# UKROP
Unione Ucraina di Patrioti - UKROP (in ucraino Українське об'єднання патріотів — УКРОП?, Ukraïns'ke ob"jednannja patriotiv — UKROP) era un partito politico ucraino di destra fondato da Hennadij Korban per promuovere le idee e gli interessi dell'imprenditore e politico ucraino-israeliano Ihor Kolomojs'kyj.
UKROP venne fondato nei mesi successivi alla rivoluzione Euromaidan. Il nucleo del partito comprendeva attivisti della società civile, partecipanti di Euromaidan e membri dei battaglioni di difesa territoriale tra cui Dmytro Yarosh e Boryslav Bereza di Pravyj Sektor, Andrіj Bіlec'kyj del Battaglione Azov, Borys Filatov e Volodymyr Parasiuk.
Nelle elezioni parlamentari ucraine del 2019 il partito ha vinto 3 seggi in collegi uninominali, ma questi seggi sono stati vinti dai membri dell'UKROP come candidati di Servitore del Popolo (i due partiti non avevano alleanze formali). La stessa UKROP non ha preso parte alle elezioni.
Il nome "ukrop" era inizialmente un termine gergale russo dispregiativo usato per riferirsi agli ucraini; tuttavia, in questo caso alcuni ucraini hanno rivendicato il termine ukrop per riferirsi a se stessi.
L'ex membro di spicco del partito Ihor Palycja ha dichiarato che di fatto dal 2020 UKROP è sostituito con il partito Per il Futuro. Le pagine dei social media di UKROP sono state rinominate come Per il Futuro.